# پیرزن در چوب
پیرزن در چوب (به آلمانی: Die Alte im Wald) یک افسانه آلمانی است که توسط برادران گریم در قصه‌های برادران گریم منتشر شده‌است. پیرزن در چوب در مجموعه آثار برادران گریم با شماره داستان ۱۲۳ ثبت شده‌است. در آرنه-تامپسون این داستان از نوع ۴۴۲ است.

## داستان
یک دختر خدمتکار زیبا اما فقیر با خانواده‌ای که برای آنها کار می‌کرد به سفر رفت که دزدان به آنها حمله کردند. او پشت یک درخت پنهان شد، اما هیچ‌کس دیگری زنده نماند. او از سرنوشت خود ابراز تاسف کرد و کبوتری با یک کلید طلایی نزد او آمد. او به او گفت قفل درختی را باز کند و او در آنجا غذا پیدا کرد. عصر او را با تخت به درختی آورد. او روزهای زیادی اینطور زندگی کرد. وقتی کبوتر از او خواست کاری برای او انجام دهد، او موافقت کرد. به او گفت برو در خانه‌ای برو داخل، پیرزنی به او سلام می‌کند، جواب نمی‌دهد. او باید یک در درونی را باز کند، که اتاقی پر از حلقه‌های باشکوه را نمایان کند، اما او باید دری ساده را بگیرد.
پیرزن بسیار عصبانی بود، اما دختر به او توجهی نکرد. سپس وقتی حلقه ساده را نمی‌دید، پیرزنی را دید که سعی می‌کند قفس پرنده را با خود بردارد. آن را از او گرفت. پرنده ای را نگه می‌داشت که حلقه را در منقار خود نگه می‌داشت، پس آن را بیرون برد و مقابل درختی منتظر ماند. دو شاخه در اطراف او به آغوشی تبدیل شدند که درخت به مردی خوش تیپ تبدیل شد که او را بوسید. به او گفت که پیرزن جادوگری است که او را به درخت تبدیل کرده و روزی دو ساعت کبوتر شده و او را آزاد کرده‌است. تمام خدمتگزاران او نیز از درختان به انسانها برگشتند. با اینکه شاهزاده پسر پادشاه بود به پادشاهی پدرش رفتند و ازدواج کردند.